# Доходный дом с торговым домом Иосифа Кимаера
Доходный дом с торговым домом Иосифа Кимаера  построен в 1895—1897 (по другим данным в 1897—1898) австрийским предпринимателем Иосифом Кимаером в Киеве по улице Николаевской (сейчас Архитектора Городецкого), 13. Памятник архитектуры национального значения (государственный охранный номер 41-Кв).

## История
Комплекс зданий был построен на участке, приобретенном в так называемой усадьбе Меринга возле Крещатика, незадолго до этого распланированном под застройку.
Над фронтоном этого дома видно дату основания фирмы Кимаера «1884», тогда как улицу проложили только в 1895 году.
Среди корпусов на улице Николаевской, 13 были доходный дом с фирменным магазином, фабрика, склады.
Усадьбу Кимаера застраивал архитектор Владислав Городецкий вместе с техником Мартином Клугом.
Фабрика была оборудована по последнему слову техники: электрический привод, разумное расположение технологических узлов, специальная паровая сушильня для древесины. В изделиях Кимаера применяли местные породы дуба, кавказский орех, импортную ценную древесину. Пружины для мягких мебели привозили из Риги, полотно — из Жирардовских мануфактур, набивочный волос удовлетворительного качества нашли в Швеции.
24 сентября 1941 года, когда запылал центр Киева, сгорел вместе с другими и этот дом. Пожар уничтожил полностью интерьеры, повредил фасад.
В 1970 в доме обустроен вход на станцию метро «Крещатик».

## Современность
Сейчас дом по улице Архитектора Городецкого 13 используется как главное здание Министерства юстиции Украины. Дом является памятником архитектуры национального значения и имеет государственный охранный номер 41-кв.
26 января 2014 во время Евромайдана активисты движения «Общее дело» заняли здание Министерства юстиции Украины на улице Городецкого 13.